# MFE-MediaForEurope
MFE-MediaForEurope, N. V. (antes Mediaset, S. p. A., y luego Mediaset, N. V.) es una empresa neerlandesa de medios y comunicación especializada principalmente en la producción y distribución de televisión en abierto y de pago en múltiples plataformas, así como en la producción y distribución de películas y multimedia, y en la venta de publicidad.
El domicilio social está en Ámsterdam (Países Bajos), mientras que las oficinas de dirección, operativas y administrativas se encuentran en Cologno Monzese, en la ciudad metropolitana de Milán. Desde 1994 el presidente de MFE es Fedele Confalonieri.
El grupo cotiza en la Bolsa de Milán desde 1996 y el accionista mayoritario es Fininvest, un holding fundado en los años 1970 por Silvio Berlusconi; es el segundo grupo televisivo privado de Europa tras el luxemburgués RTL Group y el primero de Italia; por volumen de negocio, es uno de los más importantes del mercado mundial de los medios de comunicación; en 2010 fue clasificado como el mejor grupo mediático italiano y el quinto de Europa en la clasificación Extel de Thomson Reuters; en 2013 fue clasificado como el 34º grupo mediático del mundo.

## Filiales
- Mediaset (100%)
- Mediaset España (100%)
- Publitalia '80 (100%)
- ProSiebenSat.1 Media (28,87%)
- RTI - Reti Televisive Italiane (100%)
- Medusa Film (100%)
- Taodue (100%)

## Accionariado
- Fininvest (49,3%)
- Simon Fiduciaria (19,2%)
- Vivendi (4,6%)
- Autocartera (3,1%)
- Capital flotante (23,7%)